# 3207 Spinrad
3207 Spinrad è un asteroide della fascia principale. Scoperto nel 1981, presenta un'orbita caratterizzata da un semiasse maggiore pari a 2,9092831 UA e da un'eccentricità di 0,0625913, inclinata di 2,21135° rispetto all'eclittica.